# Francisco Javier Illán Vivas
Francisco Javier Illán Vivas (Molina de Segura, Murcia, 20 de octubre de 1958) es un escritor y poeta español. 

## Biografía
Ha estado casi siempre relacionado con el mundo de la prensa escrita. Ha sido corresponsal de Diario de Murcia y de Diario La Verdad; de 2004 a mayo de 2010 llevó una labor de investigador literario en la sección Acantilados de Papel del semanario digital Vegamediapress.com, del que fue subdirector de enero de 2006 a mayo de 2010. Coordinó la sección de cultura y crítica literaria, tanto en la mencionada edición digital como en las diferentes ediciones en papel y digitales de Vega Media Press, S.L. En 2008 entra al consejo de redacción de la revista literaria Ágora, papeles de arte gramático. En enero de 2010 pasa a codirigir la revista, junto a Fulgencio Martínez. Desde mayo de 2010, coeditor de las publicaciones de la asociación Taller de Arte Gramático. En junio de 2012 es nombrado único director de la revista Ágora, papeles de arte gramático, hasta su cierre en diciembre de 2012.
En noviembre de 2012 funda la revista literaria Acantilados de papel.
Su narrativa está en la línea de los clásicos de la fantasía épica, muy cercano a las aventuras ideadas por Robert E. Howard, pero en el mundo de la mitología mediterránea. En los relatos cortos se confiesa un seguidor de H.P. Lovecraft. Cabe destacar en su creación literaria el viaje desde la poesía amorosa a la social, comprometida con el tiempo que le toca vivir al poeta.
Editor y director literario de Diez voces de la poesía actual y del Certamen Ángeles Palazón de Cuentos de Navidad. Fue director del festival Poetas a Molina. En 2019 crea, junto con Jesús Maeso Monje, el movimiento Acción escritores solidarios.
En 2018 queda finalista del VII premio Wilkie Collins de novela negra con su obra Versos envenenados.
En 2019 recibe el accésit del VI premio Alexandre Dumas de novela histórica por su obra 1314, la venganza del templario.
En 18 de marzo de 2019, la Biblioteca Pública de Benalup-Casas Viejas (Cádiz), inauguró una sección a la que puso el nombre de Francisco Javier Illán Vivas.
El 23 de abril de 2019 vio como una placa con su nombre fue inaugurada en el Paseo de las Letras de su localidad natal, Molina de Segura.
En 2021 gana el II Premio literario Williers de l'Isle Adam de novela fantástica, con su obra El retorno de la espada.

## Obras

### Poesía
- Con paso lento, Nausícäa Edición Electrónica, 2003. ISBN 84-96114-34-1
- Dulce amargor, Edición del Ayuntamiento de Molina de Segura, 2005. ISBN 84-923788-5-9
- Crepusculario, Loto XII- VMPress, 2007. ISBN 978-84-611-9154-3
- Témporas, Illán Riquelme Editor JI, 2010. ISBN 978-84-613-8479-2
- A mi manera, Ediciones Vitruvio, 2012. ISBN 978-84-940284-4-1
- Equipaje ligero, Editorial ADIH, 2015. ISBN 978-84-16111-15-2
- El mendigo de la Place Vendôme, Editorial Trirremis, 2016. ISBN 978-84-945650-2-1
- Poesía completa, Ediciones Irreverentes, 2024. ISBN 978-84-17481-83-4

### Narrativa
- La cólera de Nébulos. Libro I: La Maldición, Nausícäa Edición Electrónica, 2004. ISBN 84-96114-87-2
- La cólera de Nébulos. Libro II: El rey de las Esfinges, Loto XII- VMPress, 2008. ISBN 978-84-612-2179-0
- La cólera de Nébulos. Libro I: La Maldición, Eldalíe Publicaciones, 2011. ISBN 978-84-937443-9-7
- La Isla y otros relatos, Ediciones Irreverentes, 2013. ISBN 978-84-15353-68-3
- La cólera de Nébulos. Libro III: La oscuridad infernal, Editorial ADIH, 2014. ISBN 978-84-941218-8-3
- Versos envenenados, M.A.R. Editorial, 2018. ISBN 978-84-17433-01-7
- 1314, la venganza del templario, M.A.R. Editor, 2019. ISBN 978-84-17433-13-0
- El retorno de la espada, M.A.R. Editor, 2021. ISBN 978-84-17433-40-6
- Cuentos completos, M.A.R. Editor, 2022. ISBN 978-84-17433-60-4

### Presencia en antologías
- Con la pluma a cuestas: catorce escritores desde La Rioja. (Antología de relatos; participa con "La casa de mi madre"), Editorial Dossoles, 2004.ISBN 84-87528-86-4
- Cuentos. (Antología de relatos; participa con "La estatua del santo"), Edición del Ayuntamiento de Molina de Segura, 2006. ISBN 84-923788-7-5
- II Jornadas de poesía sobre el Segura. (Antología poética; participa con "Vigilias"), Edición del Ayuntamiento de Cieza y la Asociación Cultural Pueblo y Arte, 2007. ISBN 978-84-922888-6-1
- Tertuliemos I. (Antología poética; participa con ocho poemas), Edición del Grupo Poético Tertuliemos [Murcia], 2008.Tertuliemos-I
- Los martes de Luna Llena. (Antología de relatos y poesía; participa con "Roberto"), Edita Ayuntamiento de Molina de Segura, 2009. ISBN 978-84-936557-1-6
- Arde en tus manos. (Antología poética; participa con diez poemas), Edita Asociación Cultural Myrtos, 2009. ISBN 978-84-936839-0-0
- República poética. (Antología poética; participa con diez poemas), Edita Grupo poético Tertuliemos Murcia, 2009. ISBN 978-84-613-2393-7
- París. Antología. (Antología de relatos sobre París. Participa con "En un hotel de París"), M.A.R. Editor, 2012. ISBN 978-84-939322-0-6
- 2099. Antología de Ciencia Ficción (Participa con "El secreto de Zeos"), Ediciones Irreverentes, 2012. ISBN 978-84-15353-38-6
- Los mejores terrores en relatos (Participa con "Condenado a una muerte efectiva"), M.A.R. Editor, 2012. ISBN 978-84-939322-6-8
- Anatomías secretas (Participa con "Licaón en Moncloa"), Editorial Nostrum, 2014. ISBN 978-84-941804-9-1
- Relatos fotoeróticos (Participa con "Vendimiar tu piel"), Ediciones Irreverentes, 2014. ISBN 978-84-16107-05-6
- Matar a quienes manejan la economía (Participa con "Concierto, privado, de Navidad"), Ediciones Irreverentes, 2014. ISBN 978-84-16107-41-4
- Desde el corazón de Murcia (Libro colectivo de poesía), Edita Real Casino de Murcia, 2015.
- Desde el corazón de Murcia II (Libro colectivo de poesía), Edita Real Casino de Murcia, 2016. Depósito Legal MU-793-2016
- Regreso a un mundo feliz (Participa con "Anoche soñé que regresaba a un mundo feliz"), Ediciones Irreverentes, 2016. ISBN 978-84-16107-69-8
- Londres (Participa con "La flema inglesa"), M.A.R. Editor, 2017. ISBN 978-84-947505-0-2
- Robótico (Participa con "Harmonie"), M.A.R. Editor, 2019. ISBN 978-84-17433-13-0
- Amamos el Mar Menor (Participa con "El viejo y el Mar Menor"), Vegamediapress Ediciones. Depósito Legal MU-338-2020
- Poemas sin primavera (Libro colectivo de poesía) Edita Ayuntamiento de Totana. Depósito Legal MU-947-2020
- Cuando la realidad se parece a la ficción (Participa con "Le epidemia universal"). ISBN 978-84-936557-6-1
- 100 Rincones Literarios", Ediciones Libro Azul, 2025. ISBN 978-84-129561-4-6
- XXX Rincón de poesía", Graficas Álamo, 2025. ISBN 978-84-09-72819-0
- Fantasía y terror rural (Participa con "El libro de los MacIllán"). ISBN 978-84-17433-53-6
- Cuentos del Mar Menor (Participa con "El caldero del Mar Menor"). ISBN 978-84-17481-66-7
- Besos para Catulo. CLXXI Versiones del Carmen V (Participa con "Y mil más").ISBN 978-84-09-67819-8

### Presencia en revistas literarias
- LML- Cuadernillo conmemorativo. (participa con "Condenado"), Edita LML, diciembre de 2005.
- LML- Cuadernillo conmemorativo. (participa con "Mi tiempo"), Edita LML, febrero de 2006. Depósito Legal MU-678-2006
- LML- Cuadernillo conmemorativo. (participa con "Cuídalo"), Edita LML, abril de 2006. Depósito Legal MU-678-2006
- LML- Cuadernillo conmemorativo. (participa con "El secreto"), Edita LML, octubre de 2006. Depósito Legal MU-678-2006
- LML- Cuadernillo conmemorativo. (participa con "Agonía"), Edita LML, diciembre de 2006. Depósito Legal MU-678-2006
- CuentaMolina nº 1. (participa con "Vendimiar tu piel"), Edita CuentaMolina, febrero de 2007.
- Ágora. Papeles de arte gramático nº 12. (participa con "Viento, viento"), Edita Taller de Arte Gramático, junio de 2007. ISSN 1575-3239.
- Lunas de papel nº 2. (participa con "El ídolo"), Edita Asociación Entresiglos, mayo de 2008. ISSN 1888-2358
- MiasMa nº 10. (participa con "La Isla"), Editan Meritxell Genescá y Caleb Ferrer, junio de 2008.
- Revista cultural Entrelíneas. (Participa con "Al mar, a la mar") edita Gerardo Cañavate, julio-agosto de 2008. Dep Legal MU-379-2007
- Ágora. Papeles de arte gramático nº 14 (participa con siete relatos hiperbreves), Edita Taller de Arte Gramático, octubre de 2008. ISSN 1575-3239.